# Počitnice pri teti Magdi
Počitnice pri teti Magdi je naslov književnega dela Svetlane Makarovič, ki ga je leta 2001 izdal Center za slovensko književnost.

## Vsebina
Punči se še pred koncem šolskega leta vrne domov, k teti Magdi, saj ji je jasno, da letnika ne bo izdelala. Magdo zmoti med iskanjem antičnih škarij, s katerimi bo njena znanka Evelina Škoromac prerezala otvoritveni trak svojega slowfood lokala Orhideja. Otvoritvena slovesnost se konča kot prava polomija. Magdina soseda Pavlina se vse več druži z gospodom Poglajenom, kar Magdi sprva ni všeč, a ker je njeno poslanstvo da »pomaga retardiranim dušam«, se odloči da ju bo poročila. To poskuša narediti med kulturnim večerom v Orhideji, a namera se izkaže za neuresničljivo, saj se Pavlina hoče poročiti z gospodom Krasničem, lastnikom Orhideje. Klub temu, da izgleda, da bo večer spet popolna polomija, alkohol vsem zbranim pomaga, da vsaj za ena dan zgladijo spore. Počitnice pa se kmalu končajo, in Punči se spet vrne v internat, kamor pogosto prihajajo pisma tete Magde naslovljene na njen zaklad - Punči